# 上維謝烏
上維謝烏是羅馬尼亞的城鎮，位於該國北部，距離首府巴亞馬雷120公里，由馬拉穆列什縣負責管轄，面積443.06平方公里，海拔高度427米，2007年人口16,698。